# Mare Cognitum
Mare Cognitum (Kända havet) är ett litet månhav på månens södra halvklot, nära mitten av den del som vetter mot Jorden.

## Månhavet och dess omgivningar
Mare Cognitum ligger söder om Mare Insularum, där Surveyor 3 och Apollo 12 landade, och sydväst om Fra Mauro, i vars närhet Apollo 14 landade. I dess sydöstra del ligger Mons Moro, i söder kratern Darney. Västerut ligger Oceanus Procellarum och i nordväst avgränsas Mare Cognitum av Montes Riphaeus.

## Månlandning
Mare Cognitum fick sitt namn 1964, efter rymdsonden Ranger 7:s framgångsrika färd. Ranger 7 landade i östra delen av detta månhav och sände de första detaljerade TV-bilderna av månens yta till Jorden. Månhavets skenbart platta och jämna yta är fyllt med oräkneliga små kratrar. TV-bilderna från Ranger 7 visade många detaljer och var början på en ny etapp i månforskningen.  